# Ennemi de l'intérieur
 (mars 2024).
L'ennemi intérieur est une théorie selon laquelle la société serait infestée par une puissance invisible qu'il faudrait traquer.

## Technique
L'ennemi intérieur peut être traqué à l'intérieur de l'appareil d'État ou bien au sein des voisinages.

## Histoire

### Moyen-Âge
Selon Vincent Parello, on peut faire remonter la figure de l'ennemi intérieur à l'époque de la Reconquista, après laquelle les pouvoirs catholiques ont systématiquement perçu les Morisques comme des traîtres potentiels. Selon Mathieu Rigouste, l'imaginaire de l'ennemi intérieur est aussi à retracer au colonialisme français.

### Révolution française
En septembre 1792 se développe à Paris la rumeur que les prisons de la capitale sont peuplées de traitres qui complotent contre la Patrie, en lien avec les Emigrés de Coblence.

### Première Guerre mondiale
La Première Guerre mondiale est une période historique propice à l’invocation de la menace d’ennemis intérieurs.

### Années 1920 et 1930
Les années 1920 est marquée par la peur des agents bolchéviques.

Selon Tom Michaëlis : 
La désignation de l'ennemi intérieur varie en fonction des États. En se penchant sur les cas des régimes totalitaires de l'URSS de Staline et de l'Allemagne nazie d’Hitler, l'ennemi intérieur est clairement identifié mais il est radicalement différent : ennemi de classe pour l'URSS et ennemi de race pour l'Allemagne nazie. Même si dans les deux cas la lutte contre l’ennemi entraine de nombreux morts, chez les nazis celui-ci ne peut échapper à son sort car il est considéré ennemi par sa naissance alors que chez Staline il l’est car non soumis à l’idéologie telle qu’elle est définie par le « Chef ».

### Seconde Guerre mondiale
Dans un ouvrage sur le régime de Vichy en Corrèze, Nathalie Roussarie-Sicard décrit comment les gens communistes, juifs et franc-maçons sont pourchassés et raflés en vertu de leur perception comme des ennemis de l'intérieur ou comme anti-France.

### Guerre froide
Cette construction rhétorique a été fameusement utilisée dans le contexte de la guerre froide, notamment en désignant les communistes au sein du premier monde comme une « cinquième colonne »,,. Dans le second monde aussi, les courants d'opposition anarchiste ont été présentés comme des ennemis de l'intérieur, amalgamés à cet égard avec les Russes blancs. Quant au Brésil, il y a aussi une persécution par la droite et les forces de l'ordre de ceux qu'elle perçoit comme des ennemis intérieurs, comme les militants autochtones, afro-brésiliens ou communistes,.

### XXIesiècle
Selon Mathieu Rigouste, dans les années 2000, le concept d'ennemi intérieur se développe en France pour justifier un « arsenal sécuritaire » contre l'islamisme, le terrorisme, l'immigration clandestine, les incivilités ou les violences urbaines.
Selon Olivier Cahn, la rhétorique de l'ennemi intérieur constitue la clé de voûte de la radicalisation de l'antiterrorisme en France, au sein duquel il identifie la présente plus ou moins avouée de la théorie du droit pénal de l'ennemi. Selon cette doctrine, les personnes désignées comme ennemies de la société doivent être traitées sans respecter les standards fondamentaux du droit pénal. La logique de la guerre est ainsi appliquée par l'État à des individus. Dans le cas de la colonisation sioniste, Maurice Rajsfus analyse la désignation des Palestiniens par la société israélienne comme ennemis de l'intérieur, stigmatisés comme terroristes. Concernant la France des années 2000, Caroline Guibet Lafaye pointe la transformation du registre policier et militaire de lutte contre l'islam comme reposant sur la figure rhétorique de l'ennemi intérieur, renforcée par un imaginaire dénigrant les jeunes hommes arabes et les quartiers qu'ils habitent.
Selon François Fecteau, la criminalisation du militantisme dans les États néolibéraux effectue une récupération de la rhétorique de l'ennemi intérieur. Angela Davis a ainsi été constituée en ennemie intérieure par les pouvoirs américains.
Enfin, selon Ayse Ceyhan, l'imaginaire de l'ennemi intérieur est aujourd'hui reconfiguré en Californie pour présenter les personnes racisées issues de l'immigration comme mauvaises et dangereuses.